# Chris Anderson (friidrottare)
Chris Anderson, född 6 april 1968, är en australisk friidrottare. Han deltog vid olympiska sommarspelen 1996.